# Puente de la Misericordia
El puente de la Misericordia es un puente en arcos, situado en el municipio de Vivero, en la provincia de Lugo (Galicia, España). Este puente une los márgenes de la ría de Vivero, desde la puerta de Carlos V, hasta la capilla de la Misericordia, de la cual recibe su nombre.

## Historia
El primitivo puente fue construido durante la dominación romana. Sobre este puente se comenzó la construcción del puente actual, que data del siglo XV, durante el reinado de Enrique IV de Castilla, como atestigua el testamento de un vecino de Vivero, que en enero de 1462, legaba una cantidad para la construcción del puente.

«Item mando a obra da ponte de Viveiro des maravedís»
Testamento de Juan Veloso

Su conclusión tuvo lugar en el año 1544, bajo el reinado del emperador Carlos I de España.

### Modificaciones
El viejo puente fue objeto de numerosas transformaciones posteriores, durante los siglos XIX y XX. En el año 1878 fue ampliada la carretera, que une con la capilla de la Misericordia. En 1890 se realizaría una nueva intervención, al demolerse los viejos pretiles para que se pudiesen colocar voladizos metálicos, que se apoyaron sobre los tajamares.
En los años 1920 se reformó el adoquinado de la calzada y se realizaron nuevos voladizos construidos en hormigón armado, que sustituían al voladizo metálico, ya que la acción del salitre los había deteriorado en el espacio de 30 años. También en esta modificación se redujo la altura de los tajamares, así como se mejoró el acceso al puente, mediante el soterramiento de parte del mismo. En el año 1949 se realizó un nuevo ensanche de la calzada y reforma de las aceras.
La última intervención sobre el puente se realizó entre 1977 y 1982, después de desestimarse la construcción de un viaducto que formase parte de un proyecto de circunvalación. En esta modificación se colocó una losa de hormigón, con voladizo por ambos lados del puente, que modificó por completo la rasante del puente.
También el número de arcos con el que contaba el puente menguó. Tenía en principio 12 arcos, el primero y el último de medio punto y ojivales los diez restantes, para dar mayor convexidad a la calzada. De estos 12 arcos se conservan 9.